# Kåsa

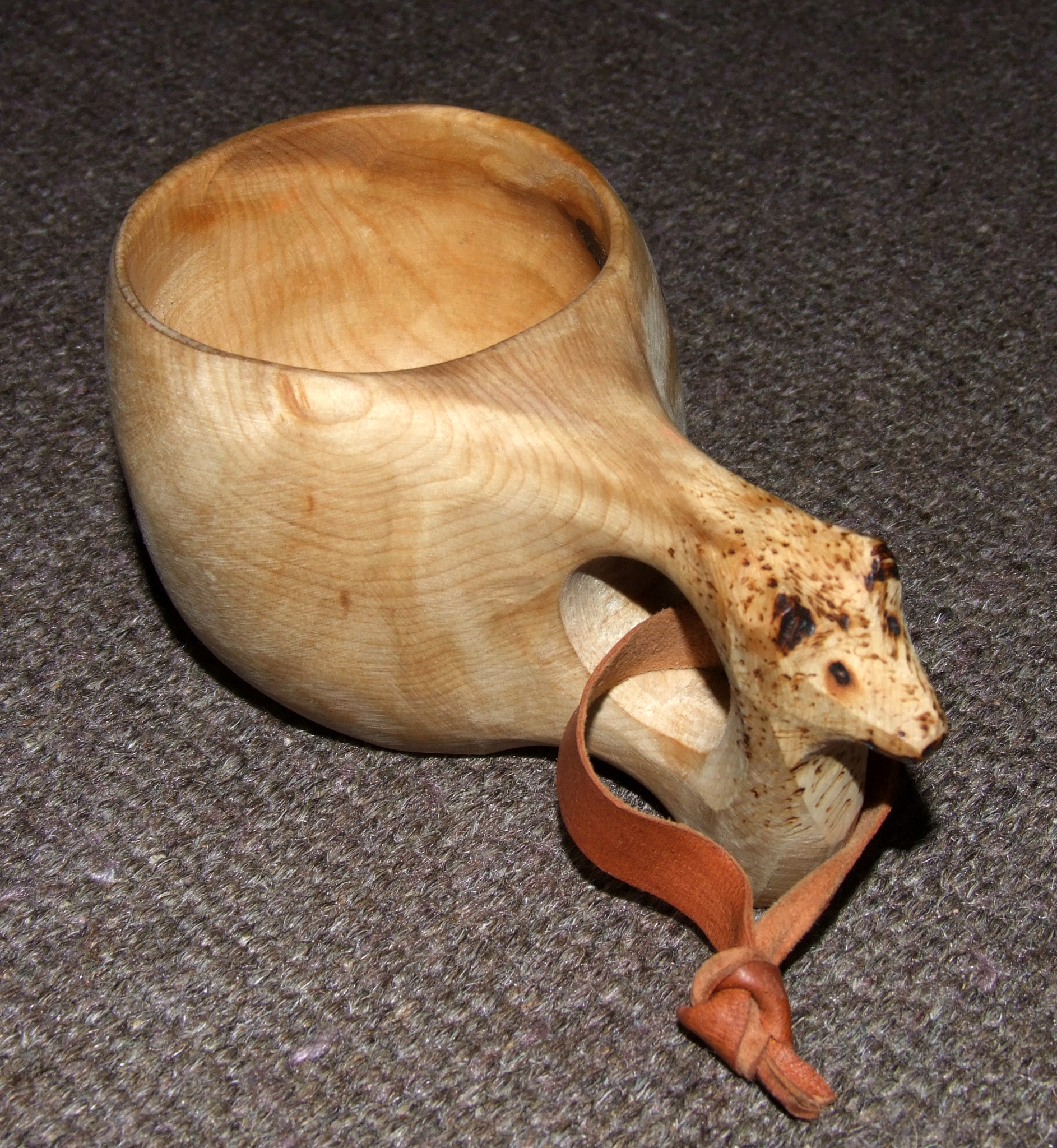
Utsmyckad kåsa av trä.

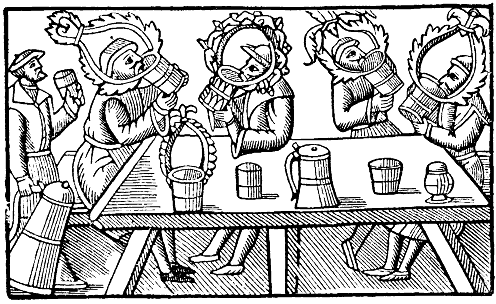
Svenskt dryckeslag med kåsor, efter Olaus Magnus’ Historia de gentibus septentrionalibus (1555)

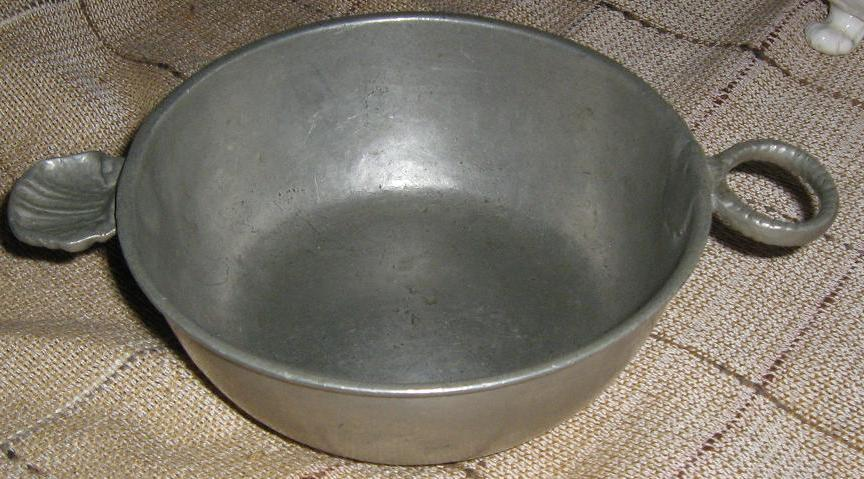
Tennkåsa, tillverkad i Västerås 1764.

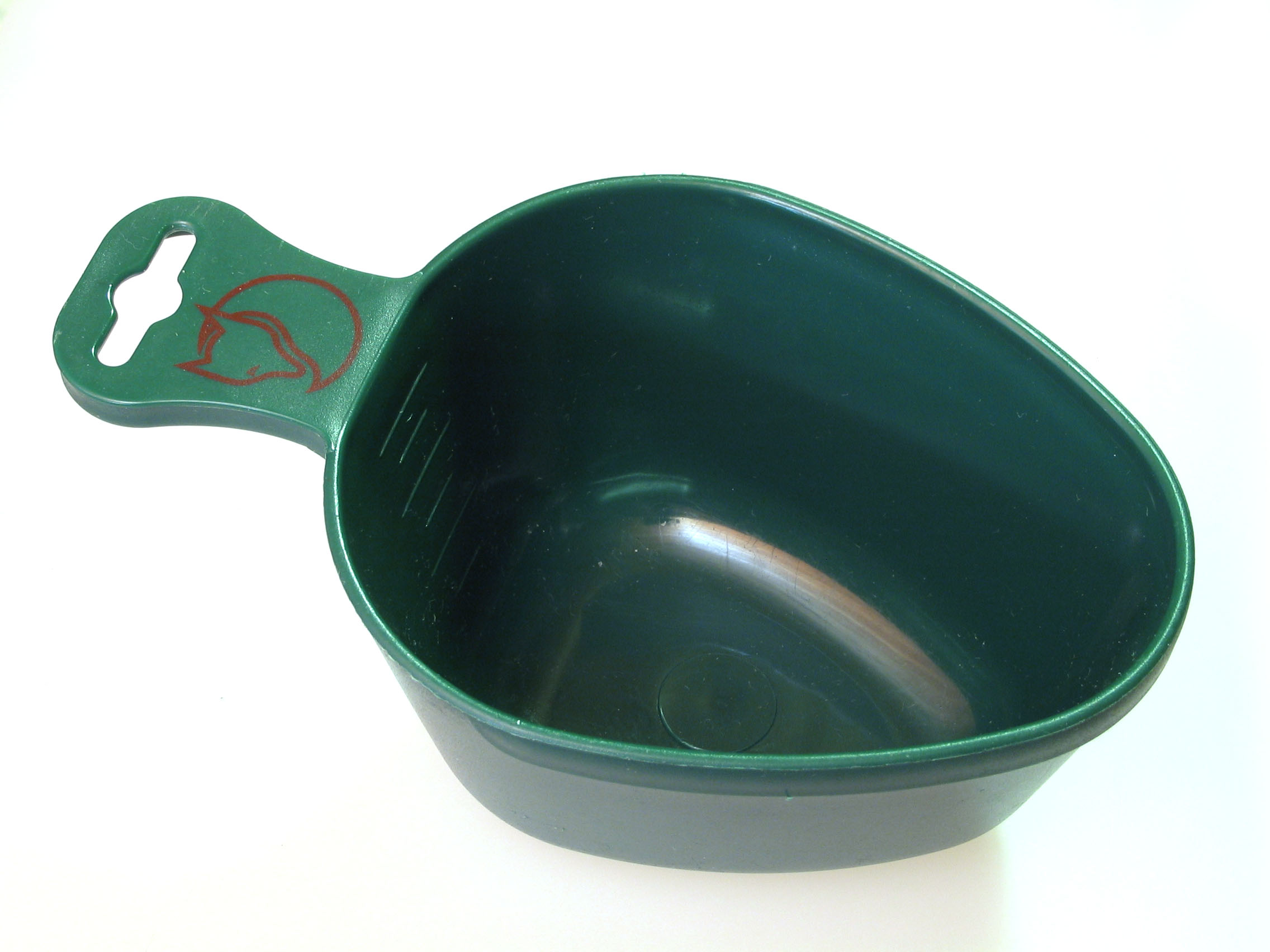
Kåsa i grön plast, ursprungligen en svensk militär modell.

Kåsa, nordsamiska  guksi, är ett dryckes- eller serveringskärl med handtag.
Kåsa kan dels syfta på en mindre skopa, ett öskärl, eller en större skål. Ordet antas ha lånats till språken runt Östersjön från de slaviska språken. Till svenskan antas det inlåta från medellågtyskans kauwese, som betecknar en större vattenösa med skaft. Det Litauiska ordet Kauszas kan betyda träkärl gjorda ur ett enda stycke men även träkärl i alla möjliga former.
I danskan och tyskan kom kåsa främst kommit att betyda större skålar. I Danmark förekommer benämningarna kovs för en stor skål och kovsken för en liten dryckesskål. Ett av de äldsta beläggen härrör från Henrik Klausson Djäkens testamente från mitten av 1400-talet, där det omtalas en större och en mindre silverkåsa.
I Sverige har kåsa förekommit både i betydelsen av större och mindre kärl. Under 1400-talet och förra hälften av 1500-talet användes i herremännens hem omåttligt stora ölkåsor av trä med en eller oftare två högtgående grepar, som var utskurna med snirklar och blommor samt ämnade att vid tömmandet föras över huvudet, där de då bildade liksom en krans eller hornliknande prydnad. Redan i början av 1600-talet var sådana kåsor sällsynta.
I Sverige förekommer benämningen första gången i en finsk bouppteckning 1449-53. Där omtals en "kawsa aff silff", "en liten siff kausa" och en "kausa beslagen med silf". Ingen närmare beskrivning av dessa ges dock. Gustav Vasa lät 1556 utta två eller tre kåsor ur skattkammaren som gåvor till den ryske storfursten. I Erik XIV:s skattkammare beskrivs fyra silverkåsor, med en vikt på omkring 2,5 kilo vardera, vilka stod på "gåsefödder" och pryddes med en "havsman" och en "havsfru". Hertig Johan efterlämnade 1617 i sitt testamente två kåsor i silver om 7 respektive 5 kilo. Det förefaller som man under denna tid främst använt benämningen om större kärl. Samma testamente upptar även vad som kallas "en liten Rysseskål som plägar följa kåsorna åt", vars vikt snarast motsvarar det som brukar förknippas med kåsor.
Bland allmogen i Dalarna med flera landskap nyttjades sedan gammalt mindre träkåsor med lägre gående grepar, ofta vackert formade och rikt snidade. Dessutom hade man för inmundigande av brännvin små halvcirkelformade kåsor av trä eller silver med vågräta grepar.
I Norge användes tämligen stora, laggade ölkåsor av trä med snidade grepar, som ej räckte högt upp.
Ganska snart får dock benämningen kåsa fäste även för de mindre dryckeskärlen. I bouppteckningen efter Tomas Dyre i Bohuslän 1652 upptas sju silverkåsor, av vilka de lättaste vägde 26 gram och de tyngsta 900 gram. Den minsta anses vara avsedd för ett flaskfoder.
Särskilt under 1500-talet är en speciell form, Kronkåsan populär. Den tillverkas av ren rotvril med två högt uppstående grepar. Olaus Magnus beskriver dessa kåsor i Historia om de nordiska folken.
Metallkåsorna blev under 1700-talet främst allmogens dryckeskärl. Under 1800-talet försvinner de i större delen av Sverige, det är främst som "lappsilver" kåsor med en liten fot och behängda med små silverlöv och ringar.
Kåsor avsedda som skopor var ursprungligen gjorda av vril från björk, för hållbarheten och utseendets skull, och användes av samer men denna typen av kärl har även hittats vid utgrävningar av Hedeby. Förutom handtag, så kan dessa kärl ha ett eller två hål för fingrar. Ena hålet brukar dessutom vara försett med ett band (eller dylikt), för att till exempel kunna hänga kåsan på ett skärp, så att man alltid har den med sig. I dag görs kåsor också av plast eller gummi.
Som en stor ölskål (av trä) förekommer kåsa i adliga ätten Kåse och andras sköldemärken.
I Svenska Akademiens ordlista över svenska språket finns ordet kås|a -an, or med betydelsen dryckeskärl.

## Etymologi
I finskan finns ordet kousa, som betyder skopa och är närbesläktat med ordet kauha med betydelsen skopa, slev.
I litauiskan finns ordet káušas, som betyder urgröpt slev, skopa, kåsa, skål. (Labas káušas dvs. god slev kan ha gett upphov till Lapskojs)
I meänkieli finns ordet kauha med betydelsen slev och kuksa med betydelsen en kåsa att dricka ur.
På lulesamiska respektive nordsamiska heter kåsa gukse respektive guksi, båda betydde förr en mindre träkopp att dricka ur (med ett handtag).
I alla språken används de ovanstående orden också för kåsor, som idag ofta är tillverkade av plast.